# Ryszard Hubert Adrjański

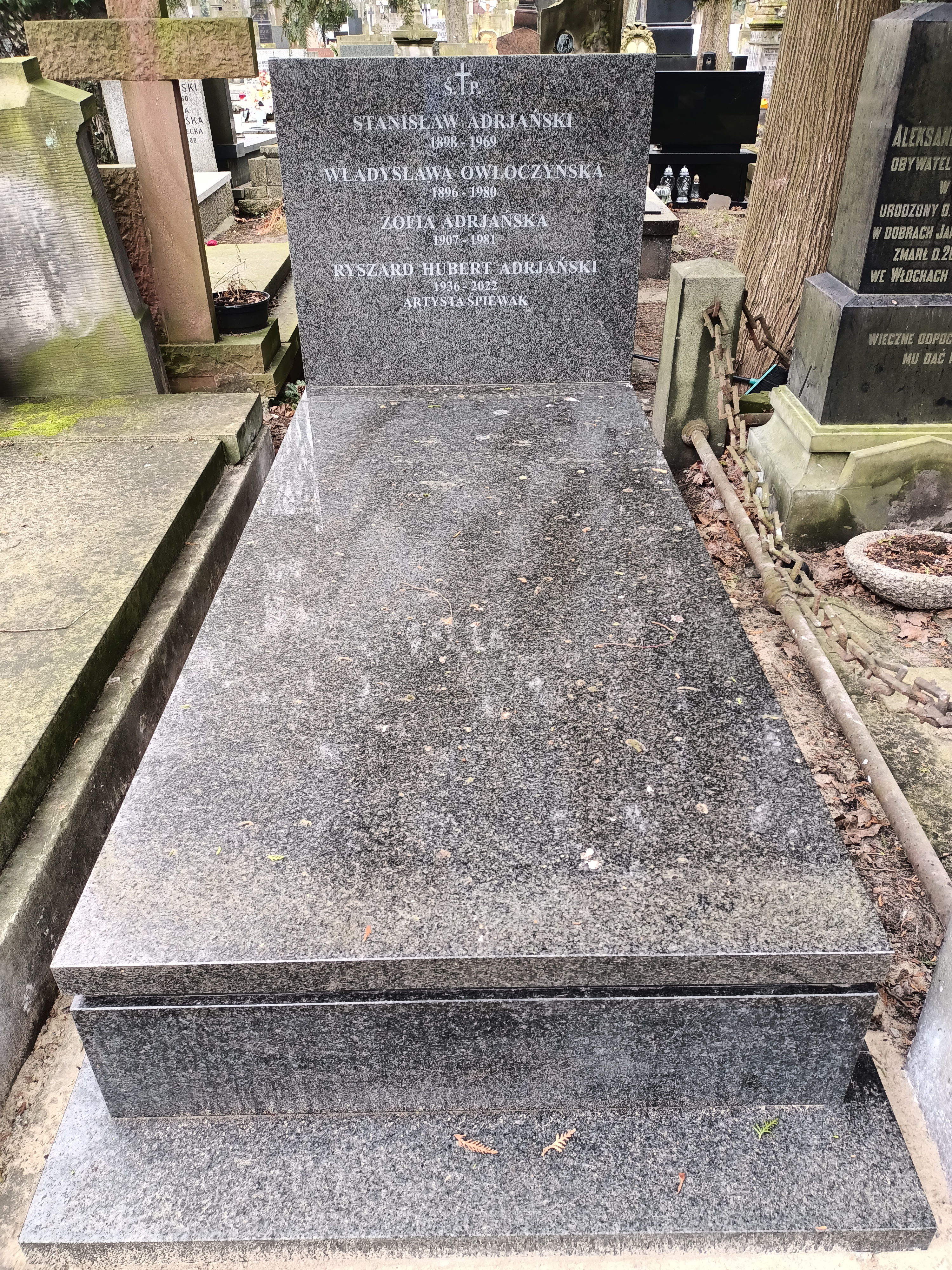
Grób Ryszarda Huberta Adrjańskiego na cmentarzu Powązkowskim w Warszawie

Ryszard Hubert Adrjański, pseudonim estradowy Adrjan (ur. 2 listopada 1936, zm. w czerwcu 2022) – artysta śpiewak operetkowy i estradowy.
Debiutował w roku 1962 w Teatrze Muzycznym w Gdyni za dyrekcji Danuty Baduszkowej, tam występował do roku 1967 w operetkach i musicalach: Nitouche, Zemsta nietoperza, Panna Wodna, Król Włóczęgów, Wesoła wdówka, Piękna Helena, Zamek na Czorsztynie, Swobodny Wiatr, Czarujący Gulio, Alarm w Pont L'eveque, Sensacja w Londynie, Ja tu rządzę, Can - Can.
Od roku 1971 był solistą Operetki Warszawskiej za dyrekcji Stanisławy Stanisławskiej. Występował w wielu operetkach i musicalach jak: Miłość Szejka, Człowiek z La Manchy, Sen nocy letniej, Zamek na Czorsztynie, The Music Man, Pan Pickwick, Życie Paryskie, Trzej Muszkieterowie i Zapraszamy na Rewię.
W latach 1970–1980 występował w imprezach estradowych i night programach kabaretowych w Warszawie (np. Revue 23:15 w Kongresowej) organizowanych przez estradę stołeczną. W dorobku artystycznym ma także występy w Kanadzie, USA, Anglii i w b. Jugosławii (z zespołem I musici Cantanti). W roku 1977 długie tournée w 36 miastach USA i Kanady organizowanych przez  impresario Jana Wojewódkę.
Od roku 1983 śpiewał jako chanteur-vedette w kabarecie ballad i romansów cygańsko-rosyjskich w Szeherazadzie w Paryżu (Remarque-Łuk Triumfalny).
Członek rzeczywisty ZASP od roku 1974 w sekcji Estrady i Teatrów Muzycznych - Operetka.

## Fotografie koncertowe
- Ryszard Hubert Adrjański
- od lewej Wanda Polańska (primadonna operetki polski) w duecie z Ryszardem Adrjańskim
- Ryszard Adrjański z Agnieszką Fitkau-Perepeczko na tournée w USA (1976)